# Gantz Graf
Albums de Autechre
Confield
(2001) Draft 7.30
(2003)
Gantz Graf est un EP du groupe anglais de musique électronique Autechre, sorti sur le label Warp Records en 2002.

## Liste des titres
1. Gantz Graf (3:58)
2. Dial. (6:17)
3. Cap.IV (9:02)

## Vidéo
Une vidéo de Gantz Graf fut réalisée par Alex Rutterford. Elle met en scène un objet abstrait (ou un agglomérat d'objets) dont la forme se modifie de façon synchrone avec la piste sonore.
La vidéo de Gantz Graf fut éditée sur un DVD accompagnant le CD dans une édition spéciale. Ce DVD contenait également les vidéos de Basscadet (réalisée par J.S. Hunter et éditée par D.A. Slade) et Second Bad Vilbel (réalisée par Chris Cunningham), ainsi que des photographies de la vidéo de Gantz Graf.